# Planica (Kranj, Slovenija)
Planica je naselje u slovenskoj Općini Kranju. Planica se nalazi u pokrajini Gorenjskoj i statističkoj regiji Gorenjskoj. 

## Stanovništvo
Prema popisu stanovništva iz 2002. godine naselje je imalo 15 stanovnika.